# Podospora globosa
Podospora globosa är en svampart som först beskrevs av Massee & E.S. Salmon, och fick sitt nu gällande namn av Cain 1962. Podospora globosa ingår i släktet Podospora och familjen Lasiosphaeriaceae.  Arten är reproducerande i Sverige. Inga underarter finns listade i Catalogue of Life.